# تيم مكينتوش
تيم مكينتوش (4 ديسمبر 1979 بأوكلاند في نيوزيلندا - ) (بالإنجليزية: Tim McIntosh)‏ هو لاعب كريكت نيوزلندي. شارك مع منتخب نيوزيلندا الوطني للكريكت. أما مع النوادي، فقد لعب مع فريق أوكلاند للكريكت ‏ وفريق كانتربري للكريكت ‏.

## وصلات خارجية
- تيم مكينتوش على موقع إي آس بي آن كريك إنفو (الإنجليزية)